# Kozák dubový
Kozák dubový (Leccinellum crocipodium (Letell.) Della Maggiora et Trassinelli 2014) je vzácná, jen místy hojnější houba z čeledi hřibovitých, z rodu Leccinellum.

## Popis
Klobouk je 50 – 200 mm široký, v mládí polokulovitý, postupně se však zplošťující; povrch klobouku bývá v dospělosti políčkovitě rozpraskaný, nejprve žlutookrové, postupně pak žlutohnědé až světle hnědé barvy. Na otlačených místech tmavne. Rourky i póry mají zbarvení jasně žluté, ve staří olivově žluté, poraněná či otlačená místa se zbarvují do šedočerna. Třeň je 50-200 mm dlouhý, bělavý, pokrytý drobnými tmavšími šupinkami, otlačením tmavne.

## Synonyma
- Boletus crocipodius Letell. 1838
- Leccinum crocipodium (Letell.) Watling 1961
- Leccinum nigrescens Singer 1947
- Krombholzia crocipodia (Letell.) E.-J.Gilbert 1931
- Trachypus crocipodius (Letell.) Romagn. 1939
- Krombholziella crocipodia (Letell.) Maire 1937
- Leccinellum crocipodium (Letell.) Bres. et Manfr.Binder 2003

## Výskyt
Kozák dubový roste vzácně v teplejších polohách v doubravách i ve smíšených lesích pod duby a habry, zejména od července do září. Je uveden v Červené knize hub České republiky jako zranitelný druh (VU). Z důvodu vzácného výskytu byl navržen k zákonné ochraně jako ohrožený druh.

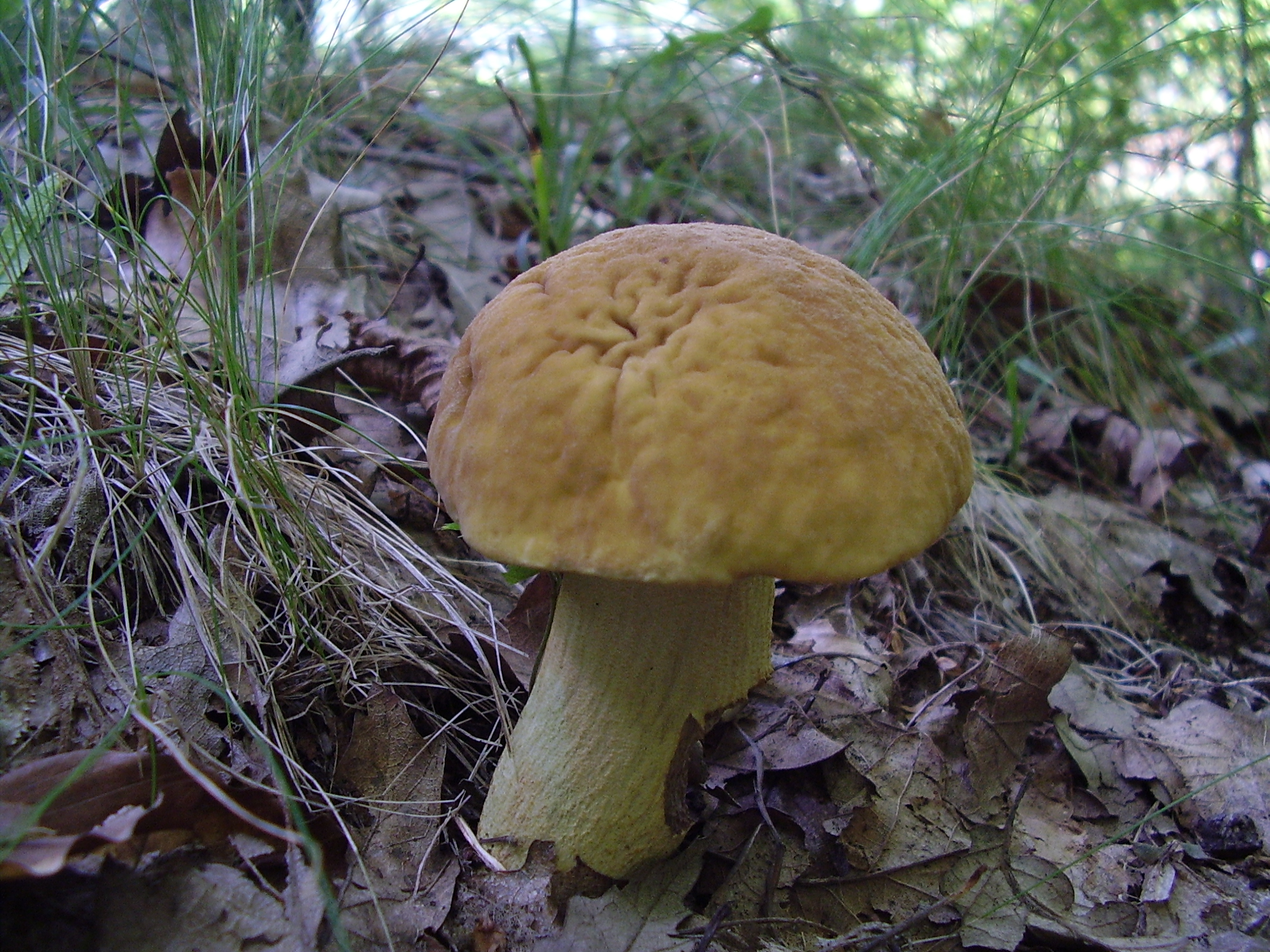
Kozák dubový (Leccinellum crocipodium)